# David Baldacci
David Baldacci (Richmond, 5 de agosto de 1960) é um escritor norte-americano dos gêneros: thriller, policial e infantil. É um grande best-seller mundial.

## Biografia
Antes de se dedicar à carreira de escritor, atuou como advogado em Washington. Seus livros entraram 16 vezes consecutivas na lista de mais vendidos do The New York Times. Os romances de David Baldacci foram traduzidos para mais de 45 idiomas e vendidos em mais de 80 países.
 Mais de 110 milhões de exemplares de seus livros foram impressos em todo o mundo, até 2013.

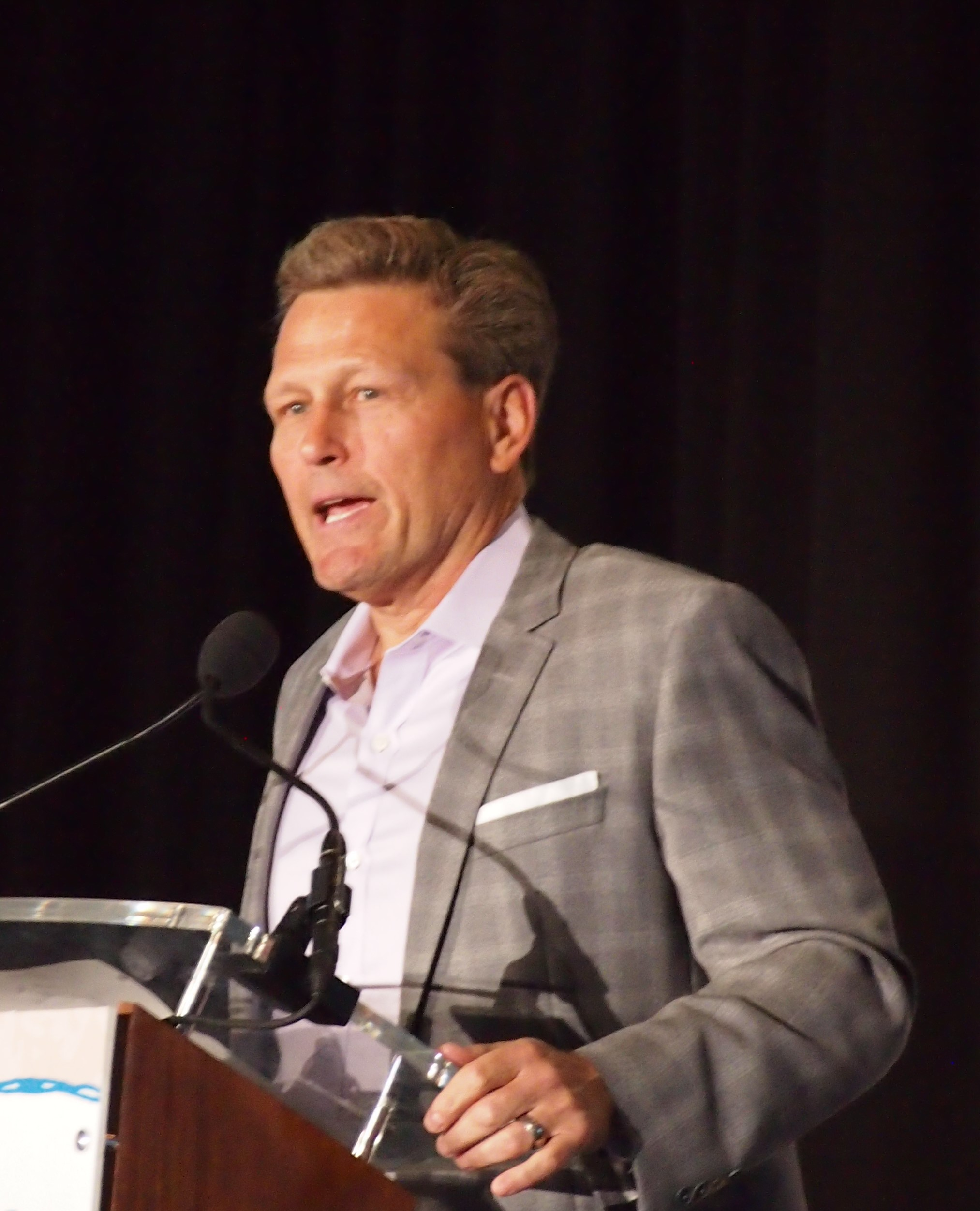
David Baldacci em 2017

Ele é casado com Michelle Collin desde 5 de maio de 1990. Eles têm dois filhos.

## Adaptatações
- Poder Absoluto (filme, 1997), estrelando Clint Eastwood, Gene Hackman e Ed Harris.
- King & Maxwell (Série de TV, 2013), estrelando Jon Tenney e Rebecca Romijn.
- Wish You Well (filme, 2013), estrelando Mackenzie Foy, Josh Lucas e Ellen Burstyn.
- The Christmas Train (filme, 2017), estrelando Dermot Mulroney, Kimberly Williams-Paisley e Danny Glover.

### Livros infantis
Série The Finisher
1. O Limiar (2014)
2. The Keeper (2015)
3. The Width of the World (2017)

Série The 39 Clues
1. Day of Doom (2013) Livro 6 na série Cahills Vs. Vespers dos livros The 39 Clues.

Série Freddy and the French Fries
1. Freddy and the French Fries: Fries Alive! (2005),
2. Freddy and the French Fries: The Mystery of Silas Finklebean (2006)

### Livros adultos

#### SérieThe Camel Club
- Camel Club (2005)
- Os Colecionadores (2006)
- Frio como Aço (2007)
- Divine Justice (2008)
- Hell's Corner (2010)
- Bullseye (2014)

#### Sean King e Michelle Maxwell
- Por uma Fração de Segundo (2003)
- O Jogo das Horas (2004)
- Gênios do Poder (2007)
- Traição em Família (2009)
- O Sexto Homem (2011)
- King and Maxwell (2013)

#### Série do Shaw e Katie James
- Toda a Verdade (2008)
- Livrai-nos do Mal (2010)

#### Série do John Puller
- Zero Day (2011)
- The Forgotten (2012)
- The Escape (2014)
- No Man's Land (2016)

#### Série do Will Robie
- The Innocent (2012)
- The Hit (2013)
- Bullseye (2014)
- The Target (2014)
- The Guilty (2015)
- End Game (2017)

#### Série do Amos Decker
- Memory Man (2015)
- The Last Mile (2016)
- The Fix (2017)
- The Fallen (2018)
- Redemption (2019)
- Walk The Wire (2020)

#### Série Atlee Pine
- Long Road to Mercy (2018)
- A Minute to Midnight (2019)
- Daylight (2020)
- Mercy (2021)

#### Série Aloysius Archer
- One Good Deed (2019)
- A Gambling Man (2021)

#### Livros isolados
- Poder Absoluto (1996)
- Controle Total (1997)
- A Vencedora (1998)
- A Verdade Pura e Simples (1998)
- Saving Faith (199)
- O Poço dos Desejos (2001)
- Last Man Standing (2001)
- The Christmas Train (2003)
- True Blue (2009)
- Um Certo Verão (2011)
- No Time Left (novela) (2012)
- Bullseye (novela, Will Robie / Camel Club, 2014)
- The Final Play (novela) (2021)